# Torgaz
Torgaz – produkt gazowy procesu toryfikacji biomasy. W większości przypadków wykorzystywany jest jako źródło ciepła dla dalszego procesu toryfikacji. Torgaz składa się głównie z takich związków jak H
2O, CO
2, CO i CH
4. W wyższej temperaturze rozkładu biomasy mogą się również pojawić propan, aldehyd octowy, kwas octowy, formaldehyd, metanol i śladowe ilości fenolu.